# Kimris
 (février 2013).
Améliorez-le ou discutez des points à vérifier. 
 (février 2013).
Si vous disposez d'ouvrages ou d'articles de référence ou si vous connaissez des sites web de qualité traitant du thème abordé ici, merci de compléter l'article en donnant les références utiles à sa vérifiabilité et en les liant à la section « Notes et références ».
Les Kimris ou Kymris était le nom donné au XIXe siècle par Amédée Thierry à des populations gauloises, principalement du nord de la Gaule, provenant de la Chersonèse Cimbrique  (reliée aux Cimbres) ou d'Europe centrale (reliées aux Cimmériens) durant l'âge du fer.

## Les origines des Kimris selon Amédée Thierry

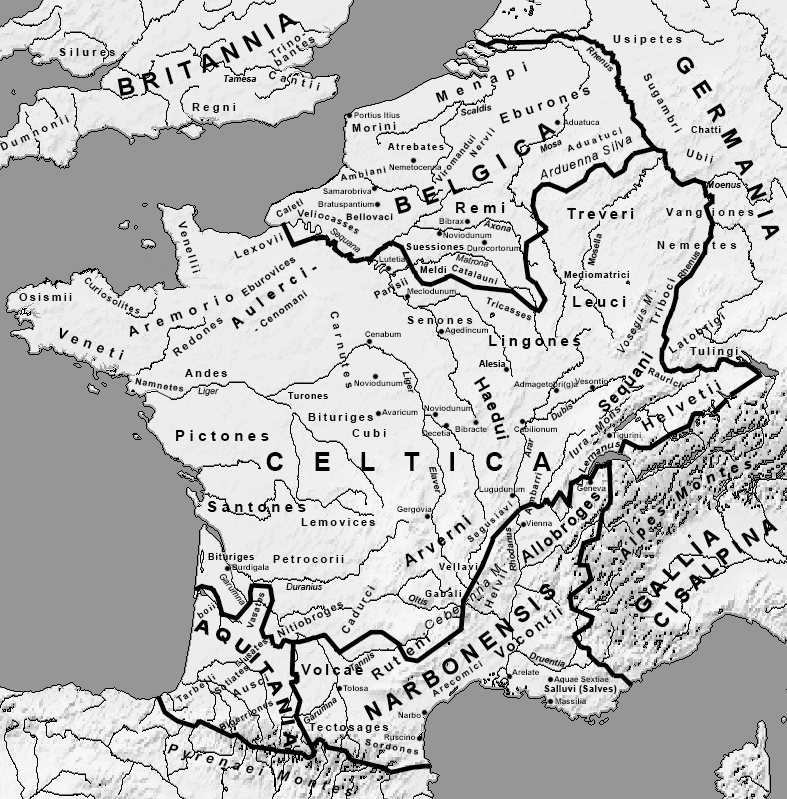
La Gaule, et les peuplements gaulois, d'après Jules César

Amédée Thierry distingue deux peuples principaux parmi les Gaulois : « L’une de ces races celle que je désigne sous le nom de Galls (ou Gaëls), présente, de la manière la plus prononcée, toutes les dispositions naturelles, tous les défauts et toutes les vertus de la famille ; les types gaulois individuels les plus purs lui appartiennent : l’autre, celle des   Kimris , moins active, moins spirituelle peut-être, possède en retour plus d’aplomb et de stabilité : c’est dans son sein principalement qu’on remarque les institutions de classement et d’ordre ; c’est là que persévérèrent le plus longtemps les idées de théocratie et de monarchie ».

« Au nord de la Gaule habitait un grand peuple qui appartenait primitivement à la même famille humaine que les Galls, mais qui leur était devenu étranger par l'effet d'une longue séparation : c'était le peuple des Kimris. Comme tous les peuples menant la vie vagabonde et nomade, celui-ci occupait une immense étendue de pays ; tandis que la Chersonèse Taurique, et la côte occidentale du Pont-Euxin, étaient le siège de ses hordes principales ; son avant-garde errait le long du Danube ; et les tribus de son arrière-garde parcouraient les bords du Tandis et du Palus Méotide. Les mœurs sédentaires avaient pourtant commencé à s'introduire parmi les  Kimris ; les tribus de la Chersonèse Taurique bâtissaient des villes, et cultivaient la terre ; mais la grande majorité de la race tenait encore avec passion à ses habitudes d'aventures et de brigandages. Dès le XIe siècle avant Jésus-Christ, les incursions de ces hordes à travers la Colchide, le Pont, et jusque sur le littoral de la mer Égée, répandirent par toute l'Asie l'effroi de leur nom ; et l'on voit les Kimris ou Kimmerii, ainsi que les Grecs les appelaient euphoniquement, jouer dans les plus anciennes traditions de l'Ionie un rôle important, moitié historique, moitié fabuleux. Comme la croyance religieuse des Grecs plaçait le royaume des ombres et l'entrée des enfers autour du Palus-Méotide, sur le territoire même occupé par les Kimris, l'imagination populaire, accouplant ces deux idées de terreur, fit de la race kimmérienne une race infernale, anthropophage, non moins irrésistible et non moins impitoyable que la mort, dont elle habitait les domaines. »

D'après les traditions kimriques, Hu-ar-Bras (Hu le puissant) était un de leurs chefs légendaires. En l'an 631 avant Jésus-Christ, les peuples scythiques, selon l'historien grec Hérodote, fondirent sur les bords du Palus Méotide et poussèrent devant eux les Kimris qui se dirigèrent vers le soleil couchant sous la conduite de Hu-ar-Bras, remontèrent le cours du Danube et envahirent la Gaule par le Rhin. Suivant les traditions Kimriques, Hu-ar-Bras ne s'établit point dans la Gaule, mais il traversa l'Océan brumeux et conquit sur les Gaels l'île d'Albion (Cymru et Cumberland).

### Les Gallo-Kimris (en Gaule) selon Amédée Thierry

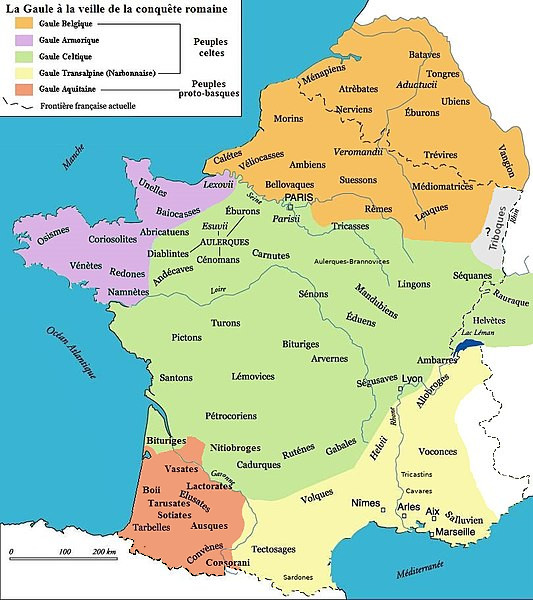
Les principaux peuples gaulois

Pour Amédée Thierry, les Kimris ou Gallo-Kimris ont occupé en Gaule aux environs du milieu du premier millénaire avant Jésus-Christ, un territoire délimité par la ligne de la Seine et de la Marne au nord, par la frontière des Galls (en gros la Saône) à l’orient, par la Garonne au midi ; et au couchant par l’Océan Atlantique. Parmi les « peuples gallo-kimris », il cite en particulier les suivants:
- « principale confédération kimri » : Confédération armoricaine (conduite par les Vénètes)
- « peuples rattachés à la confédération principale » :
  - Andécaves
  - Turones
  - Carnutes
  - Sénons
  - Lingons
- « peuples associés » :
  - Pétrocores
  - Santons
  - Pictons
  - Lémovices

### Les Kimris-Belges selon Amédée Thierry
Ces secondes « hordes kimriques » (pour reprendre l'expression utilisée par Amédée Thierry) occupèrent un territoire délimité en gros par la Seine, la Marne, la chaîne des Vosges, le Rhin et la mer du Nord, incluant la Belgique actuelle, qu'ils occupèrent au détriment des Gallo-Kimris qui auraient aussi occupé cet espace dans un premier temps. « Environ 300 ans avant Jésus-Christ, une puissante confédération de Kimris, celle des Belges, envahit le nord de la Gaule et s'en empara ».
Leurs principales nations étaient :
- les Médiomatriques (Pays messin, et cantons de Sarreguemines, Sarrelouis, Hombourg, Deux-Ponts, Château-Salins et Bitche)
- les Rèmes (région de Reims)
- les Suessions (région de Soissons)
- les Bellovaques (région de Beauvais)
- les Calètes (Pays de Caux et Pays de Bray actuels)
- les Ambiens (région d'Amiens)
- les Atrébates (Artois actuel)
- les Morins (Boulonnais actuel)
- les Trévires (région de Trèves)
- les Éburons (région de Liège)
- les Nerviens (Hainaut et sud de la Flandre)
- les Ménapes ou Ménapiens (Mempisque, région de Gand)
- la région des Bataves (il s'agit plutôt d'un peuple germain, mais la région a été occupée un temps par les Kimris)

### Les Kimris du centre et du nord de l'Europe: les Kimro-Teutons selon Amédée Thierry
D'autres peuples Kimris habitaient au-delà du Rhin et jusque sur les bords de la mer Baltique, la région des Sudètes, etc. ; il les qualifie de Kimro-Teutons ; parmi eux :
- les Helvètes  comprenant :
  - les Tigurins (région de Zurich)
  - les Tughènes (région de Zoug)
  - les Ambrons (en Helvétie également)
  - Les Verbigènes ou Urbigènes (actuel cantons de Vaud et du Jura)
- les Cimbres (dans le Jutland, partie continentale du Danemark actuel)
- etc.

L'invasion des Cimbres et des Teutons, qui menaça même Rome lors de la guerre des Cimbres, vers -120, est ainsi décrite par Théophile Lavallée :

« Les hordes de Kimris qui habitaient sur les bords de la Baltique se déplacèrent tout à coup, entraînant avec elles des hordes de Teutons ; elles remontèrent l'Elbe, traversèrent le Danube, ravagèrent la Norique et l'Illyrie pendant trois ans, entrèrent dans l'Helvétie, dont les peuples se joignirent à elles, pénétrèrent chez les Belges qui leur résistèrent, se retournèrent sur la Gaule centrale qu'elles ravagèrent de fond en comble et attaquèrent la Provence. Déjà six armées romaines avaient été détruites et l'Italie tremblait, quand ces Barbares se jetèrent sur l'Espagne, la pillèrent pendant deux ans, revinrent dans la Gaule et se décidèrent à attaquer l'Italie par deux bandes, les Teutons par les Alpes maritimes, les Kimris par les Alpes centrales. Mais Rome avait envoyé son plus grand capitaine, Marius, en Provence. (...) Il détruisit les Teutons dans une bataille si terrible que le champ fut engraissé pendant plusieurs siècles et porte encore le nom de Pourrières [en -102 avant Jésus-Christ]; de là, il passa en Italie, et quand les Kimris descendirent des Alpes, il les anéantit près de Verceil [en 101 avant Jésus-Christ], dans une bataille encore plus terrible, où il fallut exterminer jusqu'aux femmes et jusqu'aux chiens des Barbares. »

Jules Michelet décrit ainsi cette invasion :

« Des peuples jusque-là inconnus aux Romains, des Cimbres et des Teutons des bords de la Baltique, (...) étaient descendus vers le midi. Ils avaient ravagé toute l'Illyrie, battu, aux portes de l'Italie, un général romain, et tourné les Alpes vers l'Helvétie dont les principales populations, Ombriens ou Ambrons, Tigurins (Zurich) et Tughènes (Zug) grossirent leur horde. Tous ensemble pénétrèrent dans la Gaule, au nombre de trois cent mille guerriers ; leurs familles,vieillards, femmes et enfans, suivaient dans des chariots. Au nord de la Gaule, ils trouvèrent d'anciennes tribus cimbriques et leur laissèrent, dit-on, en dépôt une partie de leur butin. Mais la Gaule centrale fut dévastée, brûlée, affamée sur leur passage. Les populations des campagnes se réfugièrent dans les villes pour laisser passer le torrent et furent réduites à une telle disette, qu'on essaya de se nourrir de chair humaine. (...) Les Barbares, enhardis, voulaient franchir les Alpes. ils agitaient seulement pour savoir si les Romains seraient réduits en esclavage ou exterminés. »

## Une théorie orpheline et sans postérité
Camille Jullian même s’il adhère au postulat de la migration des Celtes, ne reprend pas cette terminologie de « Kimris ». Il tient les Cimbres pour un peuple envahisseur de souche germanique qui succède aux envahisseurs Celtes. Ferdinand Lot à sa suite ne mentionne nullement l'existence de peuples « kimris ». Aucune des publications plus contemporaines sur les Celtes ne reprend la théorie des « Kimris », notamment Venceslas Kruta dans son Dictionnaire ou encore le spécialiste britannique Barry Cunliffe.
Le point de départ de la théorie d'Amédée Thierry repose sur une étymologie erronée du mot cymru « pays de Galles » et cymry, pluriel de cymro « gallois » à l'origine des termes anglais cymric et français kymrique « relatif au peuple kymri, ou à sa langue » et cymrique. En effet, kimri, cymri, cimri présente une vague ressemblance avec le nom latin des Cimbres, c'est-à-dire Cimbri, ainsi qu’avec celui d’un peuple mentionné par les Grecs nommés Cimmériens. En réalité, il s’agit d’une coïncidence, car le terme gallois cymry « gallois » est une forme moderne d’un plus ancien *com-brogi-, composé des éléments celtiques com- « avec, ensemble, également » et *brogi « pays » (gallois, cornique, breton bro « pays »), au sens global de « du même pays » → « compatriotes ». Le *Com-brogi- de la période antique ne peut pas avoir été latinisé en Cimbri ou hellénisé en Cimmérien. En effet, le celtique com correspond au latin cum et il n'y a pas d'amuïssement d'une consonne à l'intervocalique en latin, par conséquent il aurait dû être latinisé en *Cumbrogi- (de même que l'élément *brog(i), de même origine, dans les noms de tribus gauloises comme les Allobrogi). Ainsi dans le nom de Cumbria de même étymologie,, si le premier élément a bien été latinisé en cum, le second -bria est une latinisation tardive à partir d'une forme insulaire évoluée. Le reste du discours sur les Kimris est emprunté aux mythes et légendes développées à propos des Cimbres et des Cimmériens par les auteurs antiques, sans aucun recours à l'analyse critique des textes et aux développements de l'archéologie.